# 西山公園 (鯖江市)

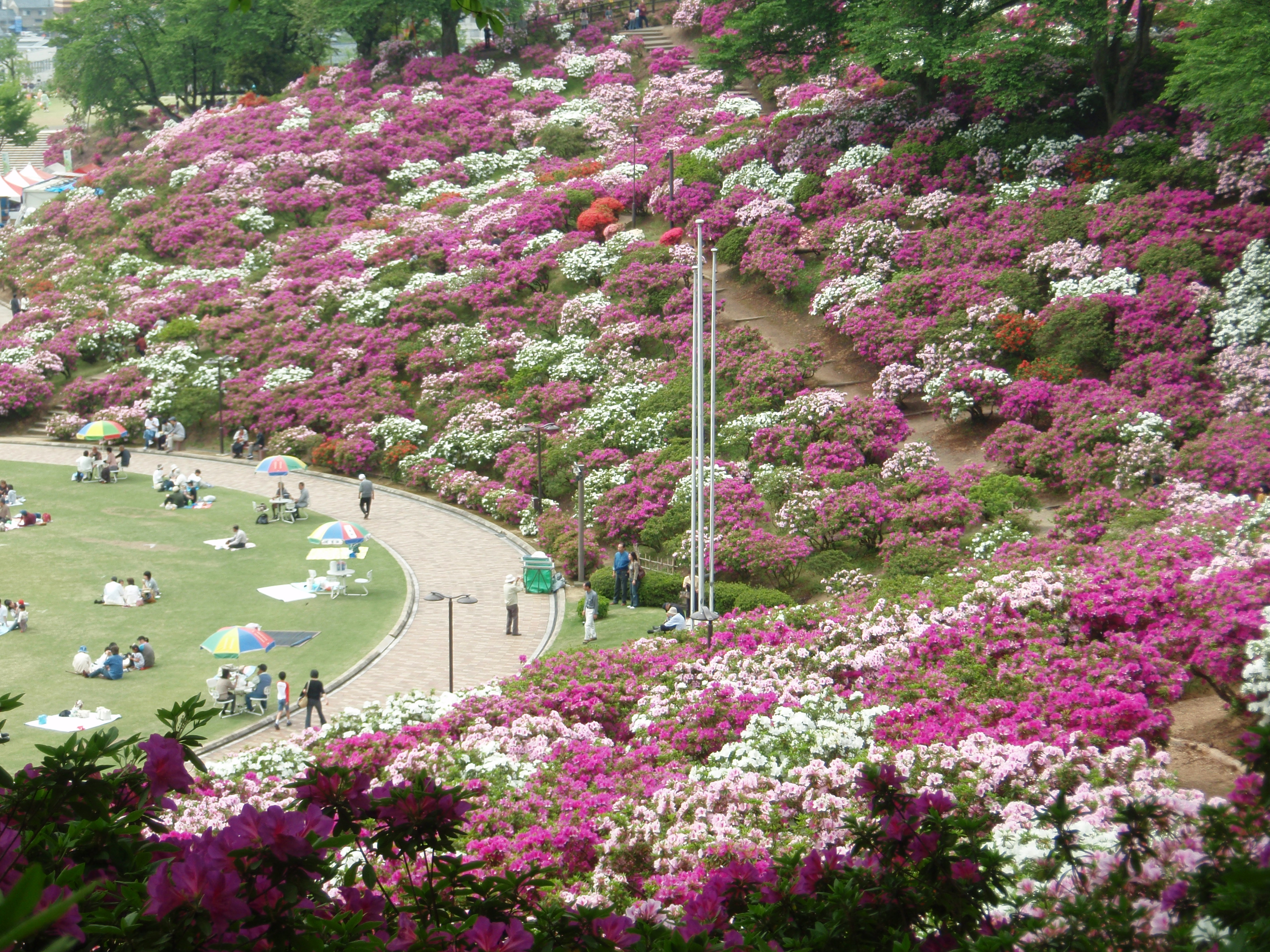
西山公園のツツジ

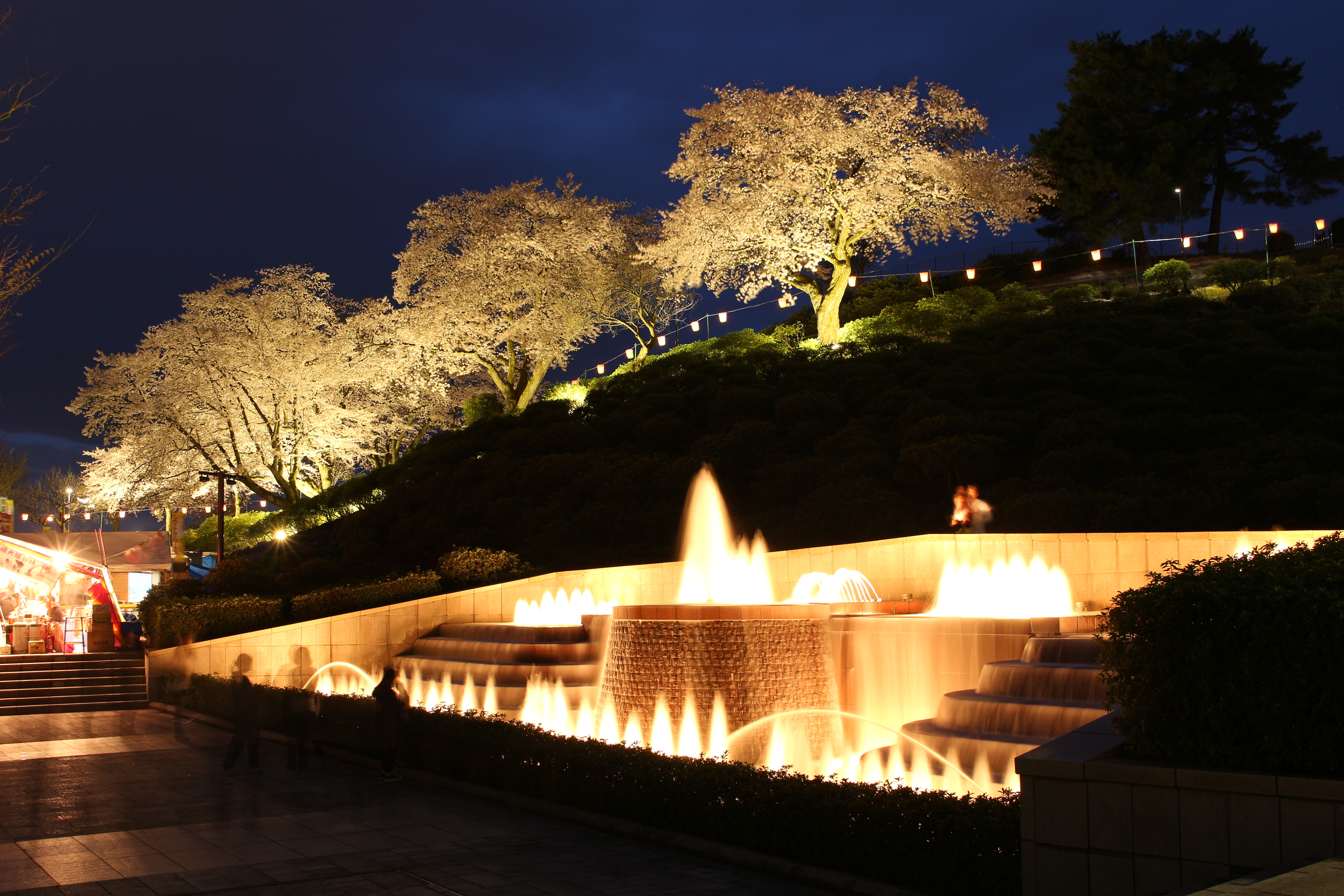
西山公園の噴水と夜桜

西山公園（にしやまこうえん）は、福井県鯖江市桜町にある都市公園である。市を代表する観光地であり、公園の南側の出入口に道の駅西山公園がある。本項目ではこれについても記述する。

## 概要
西山公園は日本海側最大規模のツツジの名所で、園内には約5万株が植えられている。毎年5月上旬にはつつじまつり、11月上旬にはもみじまつりが開催され多くの観光客で賑わう。また、日本庭園、動物園（鯖江市西山動物園）、展望広場、芝生広場、噴水広場、冒険の森などが整備されている。2006年（平成18年）に「日本の歴史公園100選」に指定された。
動物園にはレッサーパンダをはじめ、フランソワルトン、シロテテナガザル、ボリビアリスザル、タンチョウ、インドクジャクなどが飼育されている。レッサーパンダの繁殖数は日本一を誇り動物園の入園料は無料。

## 歴史
西山公園は、鯖江藩7代藩主の間部詮勝が長泉寺山周辺を憩いの場として造営し、1856年（安政3年）に嚮陽渓（きょうようけい）と命名したのが始まりとされる。嚮陽には、自然に接して楽しむという思いも込められている。前述の「日本の歴史公園100選」の選定基準にはこの「嚮陽渓」がひとつとなっている。
1889年（明治22年）、町村制発足により鯖江町の町立公園（嚮陽公園）となり、1914年（大正3年）に大正天皇即位の事業として整備され、現在の西山公園に改称された。なお、公園南側に鯖江市が開設した嚮陽会館（きょうようかいかん）は、西山公園の古名が由来となっている。
2018年4月29日には、鯖江市出身のアーティストレキシが西山公園において凱旋ライブを開催している。
2020年東京オリンピックの聖火リレーでセレブレーション会場となった、聖火ランナーは公募により1万人程度が選ばれた、聖火リレーについて、
組織委員会はスポンサー企業4社と各都道府県実行委員会が行ったランナー公募に延べ53万5717件の応募があったと発表した。

## 園内の主な施設
- 芝生公園（お祭り広場）
- 大噴水
- 結びの広場・結びのチャイム
- 嚮陽広場（公園東側）
  - 松堂庵

## 道の駅西山公園
西山公園南側に道の駅が2014年（平成26年）4月5日に開業した。鯖江市西山動物園へは道の駅内にあるエレベーターと橋を利用して行くことができる。
駐車場
- 大型車：9台
- 普通車：74台

施設
- 鯖江ブランドコーナー
- お土産品・農産物直売スペース
- 飲食スペース
- 鯖江市観光案内所（鯖江観光協会運営）

営業時間
- 9:00 - 18:00（年末年始を除き無休）

## 観光客入込数
福井県観光営業部観光振興課によると平成23年度の観光客入込数は1,031,000人で福井県内では東尋坊に次ぎ2番目を誇る。近年、観光客入込数は大幅に増加している。つつじまつりでは236,000人（平成23年度）が訪れた。

## 交通アクセス
- 鉄道
  - 福井鉄道福武線 西鯖江駅下車、徒歩約3分。
  - ハピラインふくい線 鯖江駅下車、徒歩約15分。
- バス
  - コミュニティバスつつじバス西山公園バス停下車。
- 高速道路
  - E8 北陸自動車道 鯖江ICより約10分。